# Psoloessa delicatula
Psoloessa delicatula es una especie de saltamontes de la subfamilia Gomphocerinae, familia Acrididae. Esta especie se distribuye en Norteamérica.

## Biología
P. delicatula habita en los pastizales. Los adultos son abundantes en primavera y a principios de verano, por lo general desaparecen a mediados de verano.